# Phlegmariurus schmidtchenii
Phlegmariurus schmidtchenii är en lummerväxtart som först beskrevs av Georg Hans Emmo Emo Wolfgang Hieronymus, och fick sitt nu gällande namn av B. Øllg. Phlegmariurus schmidtchenii ingår i släktet Phlegmariurus och familjen lummerväxter. Inga underarter finns listade i Catalogue of Life.